# Clefmont
Clefmont é uma comuna francesa na região administrativa de Grande Leste, no departamento de Haute-Marne. Estende-se por uma área de 19,33 km². Em 2010 a comuna tinha 175 habitantes (densidade: 9,1 hab./km²).